# Fabian Ziems

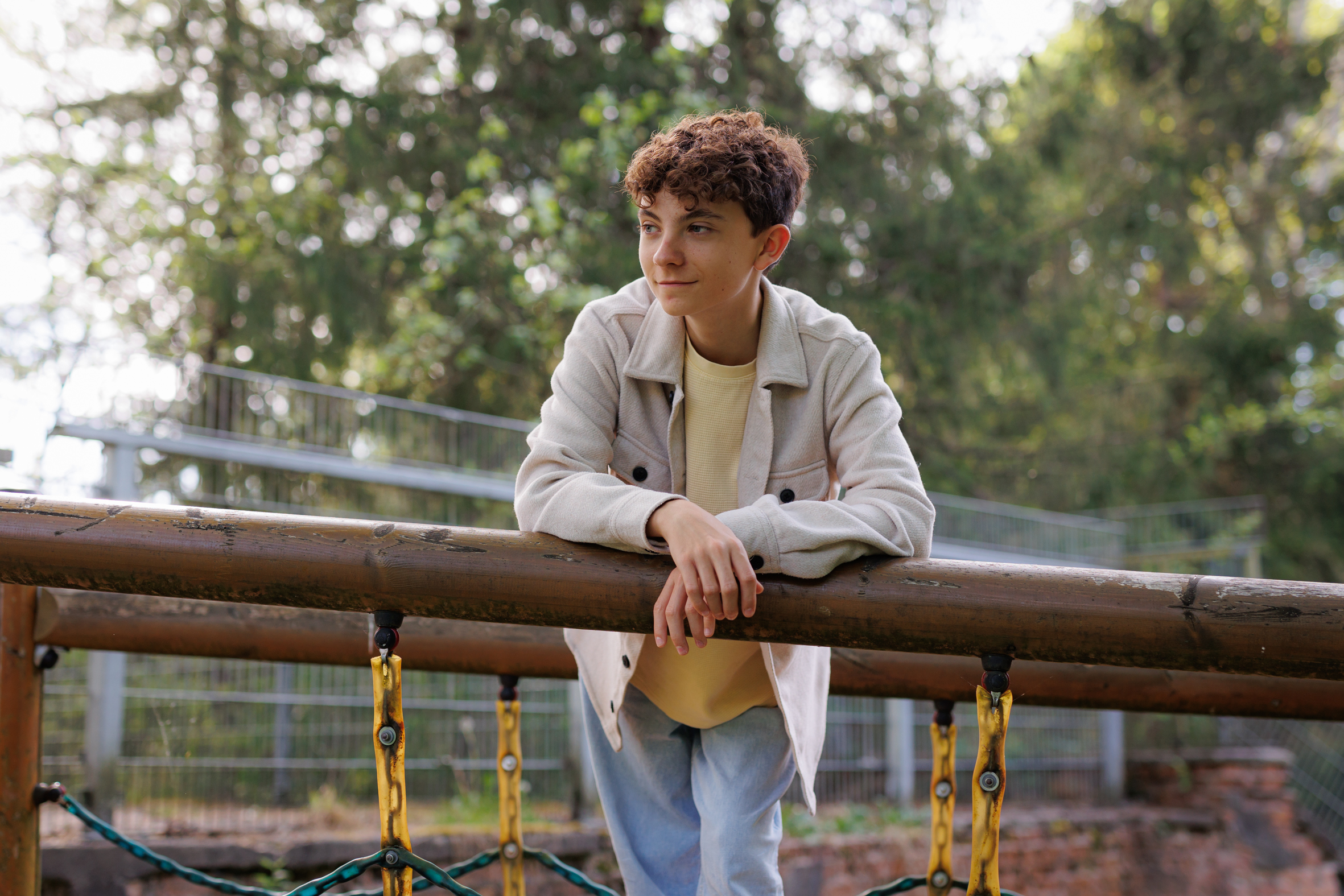
Fabian Ziems (2025)

Fabian Ziems (* 28. Oktober 2009 in El Paso, Texas, USA) ist ein deutscher Kinderdarsteller. 

## Leben
Fabian Ziems spielte 2020 seine erste Rolle als Lenny Sandmeier in dem ZDF-Film Zum Glück zurück. Danach folgten weitere Filme im ZDF, unter anderem in der Filmreihe von Rosamunde Pilcher.
In dem im Festspielhaus Neuschwanstein aufgeführten Musical Ludwig² spielte Fabian Ziems von 2019 bis 2020 die Rolle des Kronprinzen Ludwigs.

## Musik
Fabian Ziems trat erstmals als Sänger im Fernsehen auf, als er im Jahr 2025 an der 13. Staffel der deutschen Gesangs-Castingshow The Voice Kids teilnahm. Seit 2022 ist er Mitglied des Showensembles Joy of Voice Stage Art in Memmingen und steht dort regelmäßig sowohl als Solist als auch im Ensemble auf der Bühne.

## Filmografie
- 2025: Das zweite Attentat[5] (Regie: Barbara Eder, Philipp Osthus)
- 2022: MITERA (Regie: Dietrich Pollack)
- 2022: Rosamunde Pilcher – Eine fast perfekte Frau (Regie: Karola Meeder)
- 2022: Der Taunuskrimi: Muttertag (Filmreihe)
- 2021: Alice im Weihnachtsland (Regie: Petra K. Wagner)
- 2020: Zum Glück zurück (Regie: Dirk Regel)